# Gladiateur de Doherty
Telophorus dohertyi
Espèce
Statut de conservation UICN

 LC  : Préoccupation mineure
Synonymes
- Chlorophoneus dohertyi
- Malaconotus dohertyi

Le Gladiateur de Doherty (Telophorus dohertyi) est une espèce de passereau appartenant à la famille des Malaconotidae. Il se trouve en Afrique tropicale. Son nom scientifique commémore William Doherty (1857-1901) qui a récolté cette espèce pour le compte de Lionel Walter Rothschild (1868-1937).
Cet oiseau peuple les forêts d'altitude du rift Albertin et les forêts d'altitude d'Afrique orientale.